# بيل غور
بيل غور (بالإنجليزية: Bill Gore)‏ هو مهندس ومخترِع أمريكي، ولد في 25 يناير 1912 في ميريديان في الولايات المتحدة، وتوفي في 26 يوليو 1986 في لاندر في الولايات المتحدة بسبب نوبة قلبية.